# William Rutherford
William Rutherford (Inghilterra, 1798 – 1871) è stato un matematico inglese.
È noto per aver calcolato nel 1841 208 cifre di pi greco (di cui 152 corrette), superando il record precedente di Jurij Vega, che nel 1759 diede 126 cifre corrette.
Per i calcoli usò la formula:
{\displaystyle {\pi  \over 4}=4\arctan \left({1 \over 5}\right)-\arctan \left({1 \over 70}\right)+\arctan \left({1 \over 99}\right)}, derivata dalla formula di Machin.
Al 2020, il record appartiene allo statunitense Timothy Mullican, che il 29 gennaio 2020 ha terminato il calcolo di 50 000 miliardi
(5 x 1013) di cifre di pi greco, impiegando 303 giorni per effettuare il calcolo tramite vari computer e server.